# Безалкогольное вино
Безалкогольное вино — вино, где в составе не более 0,5 % этилового спирта. Производят безалкогольное вино из обычного, которое прошло все стадии производства, но в конце удаляют из него алкоголь. Все остальные органолептические свойства напитка в значительной степени остаются неизменными.
Иногда выделяют 4 термина для вин с содержанием алкоголя 1,2 % и менее: малоалкогольные (англ. low alcohol), неалкогольное/деалкоголизированное (англ. non-alcoholic, de-alcoholised) и безалкогольные (англ. alcohol free) (менее 0,05 % алкоголя).
Согласно исследованиям, рынок безалкогольных вин в Великобритании оценивается в 27 миллионов фунтов стерлингов при росте в 26 %. Основные потребители — в основном люди старше 45 лет, которые регулярно пьют вино, но пытаются сократить потребление алкоголя. В России продажи безалкогольного вина за 2019 год выросли на 37 %.

## Технология производства
Классическая технология, запатентованная Карлом Юнгом, предусматривает нагревание до 80 ℃ (см. пастеризация), где при 78 ℃ испаряется этиловый спирт и значительно теряется вкус и аромат. В настоящее время используются два других, гораздо более щадящих метода, которые позволяют максимально сберечь вкусовые качества вина и его аромат.
Первый метод, это обратный осмос, при котором вино пропускается через мембрану, которая пропускает только мелкие молекулы воды и алкоголя, но задерживает крупные молекулы, отвечающие за органолептические свойства вина. Удалённую воду постоянно восполняют. Основной недостаток технологии, это его чрезвычайная длительность.
Второй метод, это вакуумная дистилляция, запатентованная немецким виноделом Карлом Юнгом (нем. Carl Jung) в 1908 году. Это то же нагревание вина, но благодаря тому, что оно проводится в вакуумном контейнере, удалось значительно понизить рабочую температуру процесса. В зависимости от технологии, рабочая температура составляет до 28, до 35 или от 35 до 45 ℃.